# .50-70 Government
La .50-70 Government era una munizione bordata a percussione centrale da fucile in uso presso l'Esercito statunitense sino al tardo '800 e primi del '900. 
Era la cartuccia a polvere nera per il fucile Springfield Trapdoor e venne rimpiazzata successivamente nel 1873 dalla cartuccia .45-70 Government e poi dalla .30-06 per il fucile Springfield M1903 (basato sul Krag-Jorgensen). Commercialmente era indicata con il nome .50-70-450, cioè:
- calibro .50 pollici (12,7 mm)
- 70 grani (4,5 g) di polvere nera
- pallottola da 450 grani (29 g)[1]

Oggi non è più in produzione, quindi il peso del proiettile può essere variato se caricato a mano.